# Бањоређо
Бањоређо (итал. Bagnoregio) је насеље у Италији у округу Витербо, региону Лацио.
Према процени из 2011. у насељу је живело 2326 становника. Насеље се налази на надморској висини од 506 м.

## Становништво
Према резултатима пописа становништва 2011. у општини је живело 3.674 становника.
| 1931. | 1936. | 1951. | 1961. | 1971. | 1981. | 1991. | 2001. | 2011. |
| ----- | ----- | ----- | ----- | ----- | ----- | ----- | ----- | ----- |
| 4.796 | 4.870 | 4.986 | 4.444 | 4.032 | 3.897 | 3.857 | 3.639 | 3.674 |